# Cordace
La cordace (in greco κόρδαξ,-ακος) era una danza buffonesca di origine lidia, caratteristica dai motivi delle antiche commedie attiche e che poteva anche essere eseguita da sola o durante una pantomima.
Anticamente rappresentava proprio l'ebbrezza, in quanto consisteva in particolari giri e barcollamenti accompagnati molte volte da altri movimenti del corpo sguaiati e volgari; per questo motivo il nome era adoperato per indicare una danza sconveniente e impudica.
Costituiva, inoltre, elemento di contorno per i culti di varie divinità, tra cui Artemide in Elide (che veniva anche soprannominata Cordace).

## Raffigurazioni
La danza è rappresentata su una tazza di marmo nei Musei Vaticani, dove è eseguito da dieci figuranti, cinque fauni e cinque baccanti, anche se i loro movimenti, quantunque ben espressi, non hanno quel carattere di sguaiatezza e volgarità attribuito alla danza stessa.